# Dabadougou
Dabadougou és una població de Guinea, a uns 5 km al sud de Kankan (5 km del barri sud de Kankan però 10 km del centre). La població moderna està formada per nombroses edificacions disperses i creuada per la carretera nacional nº 1.

## Història
Va tenir un cert paper en el moment de la conquesta francesa: el 30 de març la columna francesa d'Archinard va travessar el Tankisso en piragües. Samori Turé no en sabia res. Els francesos van remuntar el Níger fins a Niantoukoro on van travessar el riu i van penetrar al Baté (és a dir a la regió on es troba Kankan), ja en territori enemic baixant per la riba esquerra del Milo par Dialibacoro, Fodécaria, Nafadié i Diangana, sent arreu ben rebuts per les poblacions. Al assabentar-se l'almamy va enviar ràpidament al seu fill Saranké-Mory cap a Kankan; ell mateix, temerós d'anar massa lluny, va passar a Dabadougou (al sud-sud-est de Kankan), per després retrocedir fins a Dianamaréya, cremant totes les poblacions que va trobar i obligant als habitants a seguir-lo. Precipitant la marxa, Archinard va entrar sense disparar un tret a Kankan, just a temps per preservar la vila de les flames (7 d'abril). Els sofes (guerrers) van fugir cap al sud. Samori encara no havia pogut reunir els seus contingents i les tropes franceses no van trobar cap resistència seriosa.
El 7 d'abril una petita tropa francesa va passar el riu Milo per un gué i es va dirigir al sud cap a Dabadougou on va arribar a temps per apagar l'incendi iniciat pocs minuts abans pels cavallers de Saranké-Mory. L'endemà la població de Kankan, unes quatre mil persones que havien fugit, va retornar a la ciutat. El mateix 8 d'abril el capità Hugueny va ser aturat davant Oulandougou par la rereguarda de Samori; aquesta va haver de retrocedir davant l'empenta dels sipahis i la 7ª companyia, però es va reorganitzar més lluny i va defensar cada lloc mentre entre 1200 i 1500 homes s'instal·laven al rierol de Kokouna, paral·lel a la ruta en una posició ben coberta i amb Samori al darrere amb la reserva. La 7ª companyia va atacar a la baioneta per expulsar a l'enemic i va poder dispersar als sofes amb els atacs simultanis de la 6ª companyia i els spahis. Els sofes van tenir moltes baixes. Per part francesa i van haver diversos ferits i va morir el sotstinent Otresat.
Els francesos van seguir avançant i els combats es van reprendre una mica més lluny, fins a Sana; allà es va ordenar el bivac mentre la 7ª companyia liquidava als sofes fugitius. El 9 d'abril hi va haver un combat al marigot de Diaman ; la 6ª companyia va atacar als sofes amagats al bosc i els va aniquilar. El sergent Cowley va destacar i fou greument ferit; el cavall del capità Mahmadou-Racine també fou mort. Aquella nit els francesos van arribar a Bissandougou que Samori acabava d'abandonar després d'incendiar-la. Hugueney va obeir les instruccions de no allunyar-se de Kankan i el 10 va retrocedir a aquesta ciutat abandonant Bissandougou, per protegir la rereguarda dels spahis i la 7ª companyia. Archinard no volia avançar més per la proximitat de l'estació de pluges però Samori ho va interpretar malament.
L'almamy veient als francesos retrocedir va intentar llavors fustigar-los arreu. Més enllà de Sana el capità va preparar una emboscada als sofes que va tenir èxit i va dispersar a les forces enemigues. L'11 d'abril, després d'un canvi de trets, el destacament es va creuar a Dabadougou, amb la companyia Morin, vinguda de Kankan al seu davant i aquesta va cobrir la seva marxa cap a Kankan on totes les tropes van quedar concentrades. El sofes van evacuar la regió entre Kankan i Kouroussa, i la població que havia abandonat els seus poblats va anar retornant progressivament.
Ja no torna a aparèixer a les activitat militars més que durant la hivernada d'aquell mateix any 1891: al saber-se a Kankan que el tinent Marchand marxava de Sikasso a Sanankoro amb l'exèrcit del rei Tieba de Kénédougou, el capità Besançon va fer un atac de distracció sobre Dabadougou on acampava una de les bandes de sofes; Dabadougou fou atacada per la 6ª companyia el 5 de setembre mentre Barbecot va atacar amb la 9ª secció de Biétrix i la meitat dels spahis de Mangin; la secció de Biétrix es va perdre a la nit i la 9ª companyia va quedar reduïda així a 65 homes que havien d'enfrontar a uns 400 homes almenys; l'atac no va reeixir i la 9ª companyia va escapar per poc al seu anihilament amb ajut de la 6ª companyia, però va perdre un terç dels efectius. Les forces franceses es van retirar cap a Kankan.